# 于右任

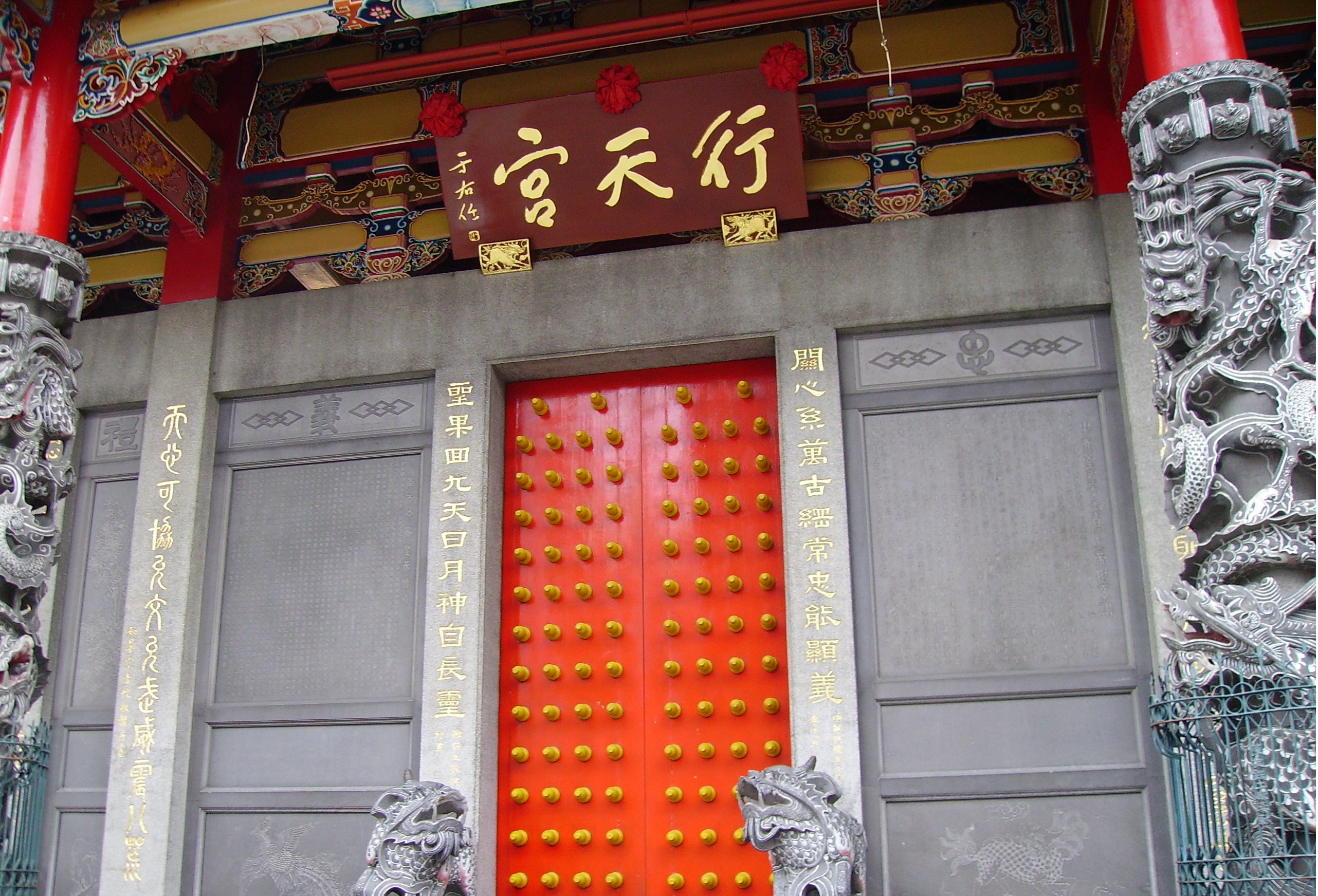
于右任が題字を書いた台北市の行天宮

于 右任（う ゆうじん）は、清末民初の政治家・軍人・書家・文化人・教育家・ジャーナリスト。
中国同盟会以来の古参の革命派で、国民政府の監察院院長として知られる。名は伯循だが、一般には字の右任を用いて呼ばれる。筆名は、神州旧主、騒心、大風、剥果、太平老人など多数ある。祖籍は陝西省西安府涇陽県。

## 事績

### 清末民初の活動
1903年（光緒29年）、癸卯科挙人となった。しかし政治を風刺したとして、清朝の指名手配を受け、翌年から上海に隠れ住んだ。震旦学院に入学後、学友とともに復旦公学（後の復旦大学）を創設した。1906年（光緒32年）、日本に留学し、中国同盟会に加入した。帰国後の1907年（光緒33年）4月、上海で『神州日報』を創業し、社長となる。この他にも、『民呼日報』、『民立報』などを創始し、革命派の言論・思想を発信した。
1912年（民国元年）1月、南京で中華民国臨時政府が設立されると、交通部次長に任命された。翌年3月に、宋教仁が暗殺されると、袁世凱打倒のために二次革命（第二革命）などに参与した。護法運動が開始された1918年（民国7年）に故郷へ戻り、胡景翼とともに陝西靖国軍を組織して、于右任が総司令となった。1922年（民国11年）5月、于右任は上海に移る。そして葉楚傖とともに国立上海大学を創設し、于右任が校長となった。1924年（民国13年）4月、中国国民党第1期中央執行委員に選出された。同年12月に孫文に随従して北京入りしている。

### 国民政府時代の活動
1926年（民国15年）9月、于右任は馮玉祥による五原誓師に参加し、陝西省政府主席となった（ただし、石敬亭が代理）。翌年、国民聯軍駐陝総司令として、北伐に呼応する準備を整えた。4月、蔣介石が南京に国民政府を創設すると、于は国民政府委員（同年9月に常務委員）、軍事委員会常務委員に任命された。1928年（民国17年）2月、審計院院長に任命される。1931年（民国20年）11月、監察院院長に任命され、以後死去するまで30数年に渡り、この地位に終身あり続けた。国民党でも、第1期から第6期まで一貫して中央執行委員に選出されている。また、1938年（民国27年）には、国防最高委員会常務委員に任ぜられた。

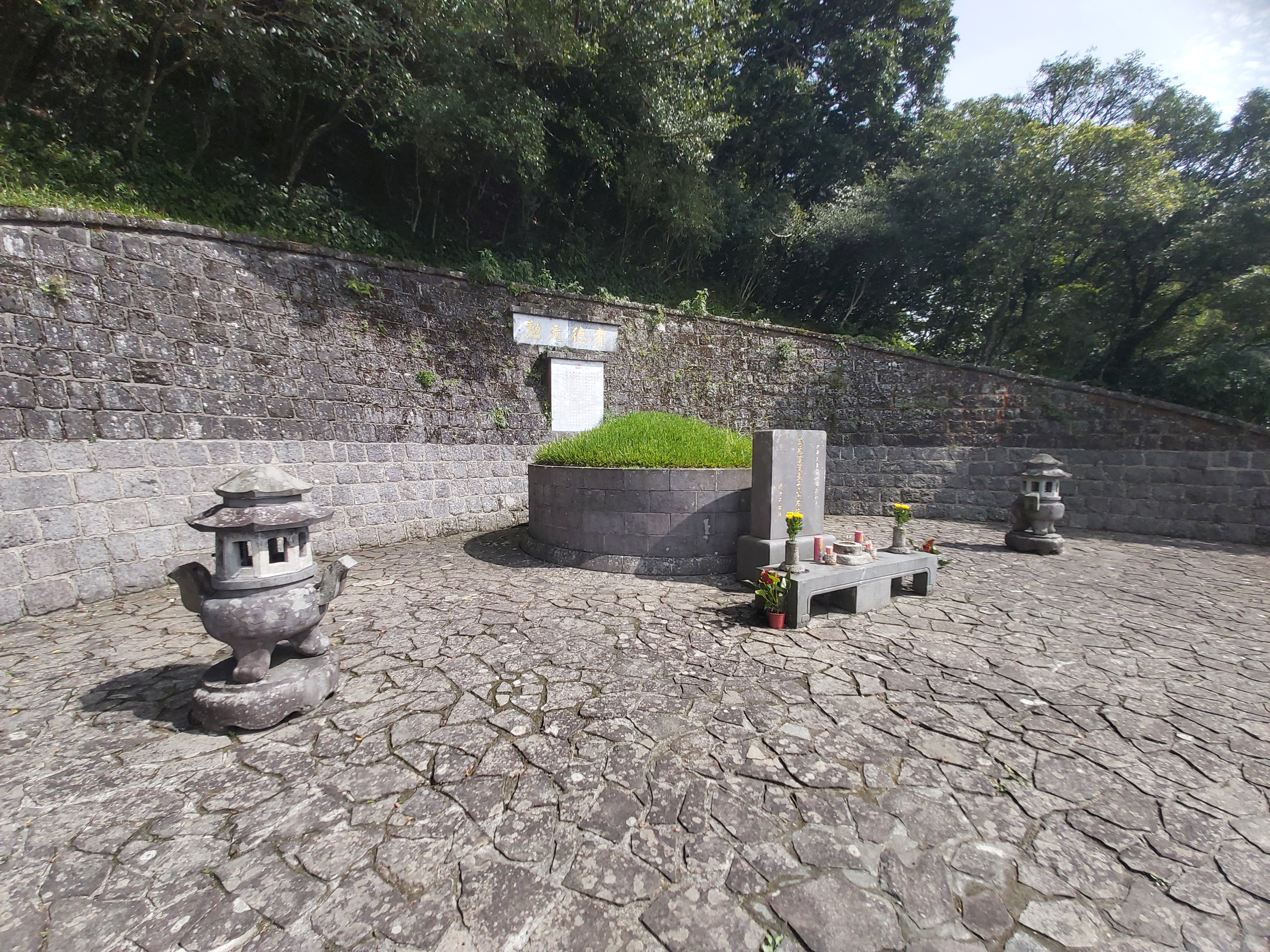
陽明山于公墓所

1948年（民国37年）、于右任は副総統選挙に出馬したが敗れた（李宗仁が当選）。国共内戦が終盤にさしかかった1949年（民国38年）に、于は台湾へ逃れている。翌年に国民党評議委員を兼任した。1964年（民国53年）11月10日、台北市で死去。享年86（満85歳）。于は政治家として活動する一方、文化人としても知られ、書・漢詩などで優れた作品を残した。

## 著作
- 『涇原故舊記』1912年
- 『變風集』1912年
- 『右任詩存』1926年
- 『于右任言行録』1931年
- 編著『標準草書』1937年
- 『標準草書範本千字文』1944年
- 『右任文存』